# Wilfredo Moreno
Wilfredo Moreno Peña (Ciudad Guayana, Venezuela, 19 de abril de 1976) es un exfutbolista venezolano que jugaba como delantero y su último equipo fue Llaneros de Guanare de la Primera División de Venezuela.

## Carrera

### Clubes
En 2001, Moreno inició su carrera futbolística con el equipo de los Mineros de Guayana. Allí jugó por varias campañas hasta que en el 2005 fichó para el Monagas, con el que jugó sólo la temporada 2005-2006. Luego de ello fue transferido al Aragua, conjunto con el que se tituló campeón de la Copa Venezuela 2007. En 2008 pasaría a jugar para los Llaneros de Guanare, equipo que sería el último de su carrera como jugador.

### Selección nacional
Moreno debutó con la selección de fútbol de Venezuela en 2002 al ser convocado para un amistoso frente a su similar de Bolivia. En su siguiente compromiso marcó su único gol con la selección, siendo al minuto 79 en un amistoso frente a Ecuador. Al año siguiente jugó dos partidos de la campaña clasificatoria para el Mundial de 2006, frente a Argentina y Bolivia. 
Fue convocado en la plantilla oficial de la «Vinotinto» para la Copa América 2004, pero no jugó ningún partido. Jugó su último partido con el combinado nacional en el 2004, en el marco de las clasificatorias mundialistas frente a Paraguay, totalizando once participaciones con la camiseta nacional.

## Palmarés

### Campeonatos nacionales
| Título         | Club   | País      | Año  |
| -------------- | ------ | --------- | ---- |
| Copa Venezuela | Aragua | Venezuela | 2007 |